# Kirche zum Heiligen Kreuz (Lehre)

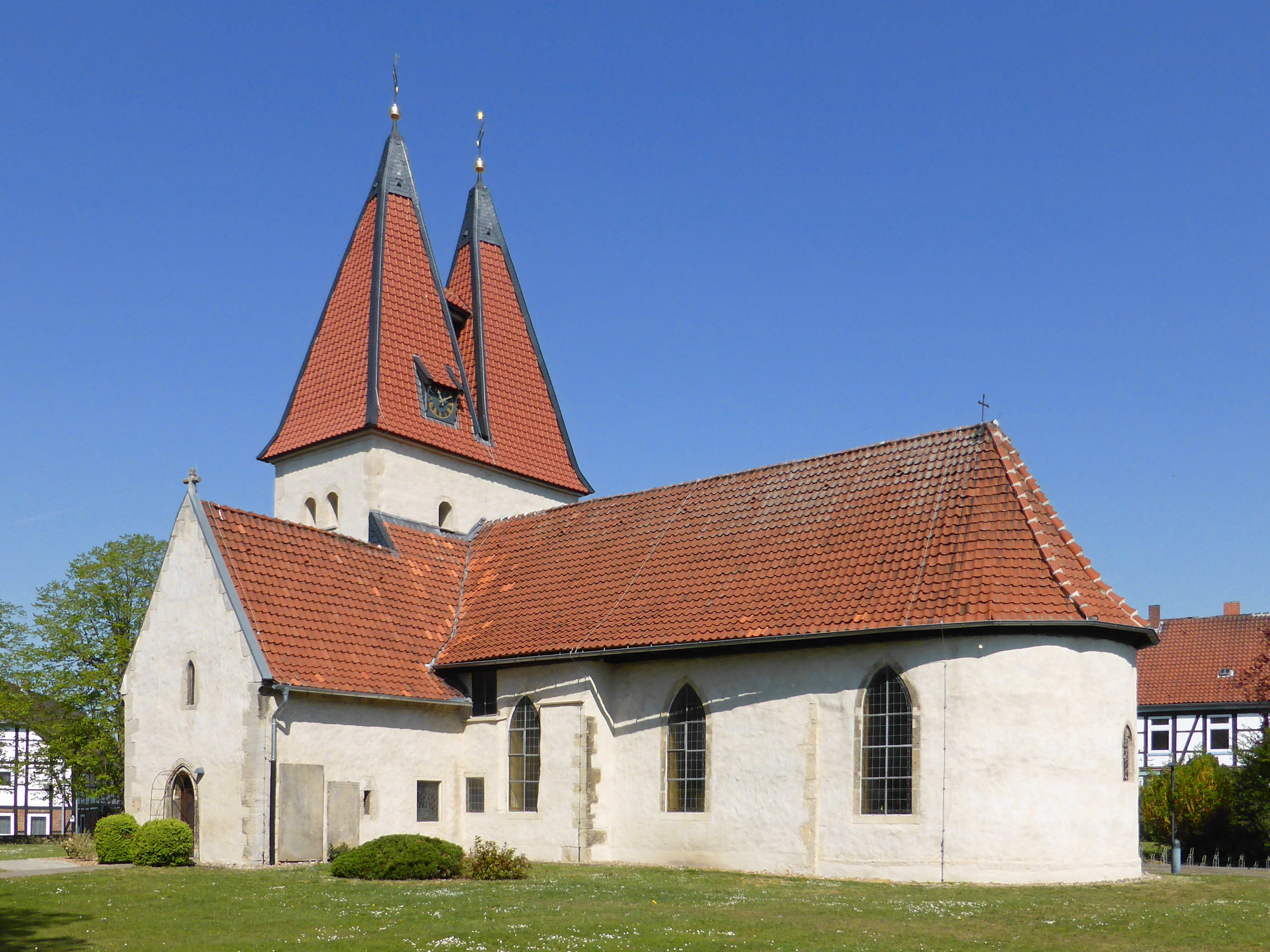
Zum Heiligen Kreuz

Die evangelisch-lutherische, denkmalgeschützte Kirche Zum Heiligen Kreuz steht in Lehre, einer Gemeinde im Landkreis Helmstedt von Niedersachsen. 
Die Kirchengemeinde Lehre-Brunsrode gehört zur Propstei Königslutter der Evangelisch-lutherischen Landeskirche in Braunschweig.

## Beschreibung
Im Kern romanische Saalkirche mit wenig eingezogenem quadratischen Chor sowie einem Westwerk mit kleinen rundbogigen Klangarkaden und nebeneinanderliegenden Pyramidendächern. Das Erdgeschoss des Westwerks ist mit zwei Arkaden zum Kirchenschiff geöffnet. In der zweiten Hälfte des 15. Jahrhunderts wurden der Chor mit einer Apsis erweitert und nach Süden ein Vestibül angebaut. Nach den Zerstörungen im Dreißigjährigen Krieg wurden die Außenmauern erhöht und neue hohe Spitzbogenfenster eingebaut. 
Der Innenraum ist mit einer bemalten Balkendecke überspannt, die 1652–55 mit Knorpelwerk aus Stuck gerahmt wurde. Die Brüstungen der Emporen wurden 1766 mit Szenen aus dem  Alten und Neuen Testament bemalt.